# František Smolík

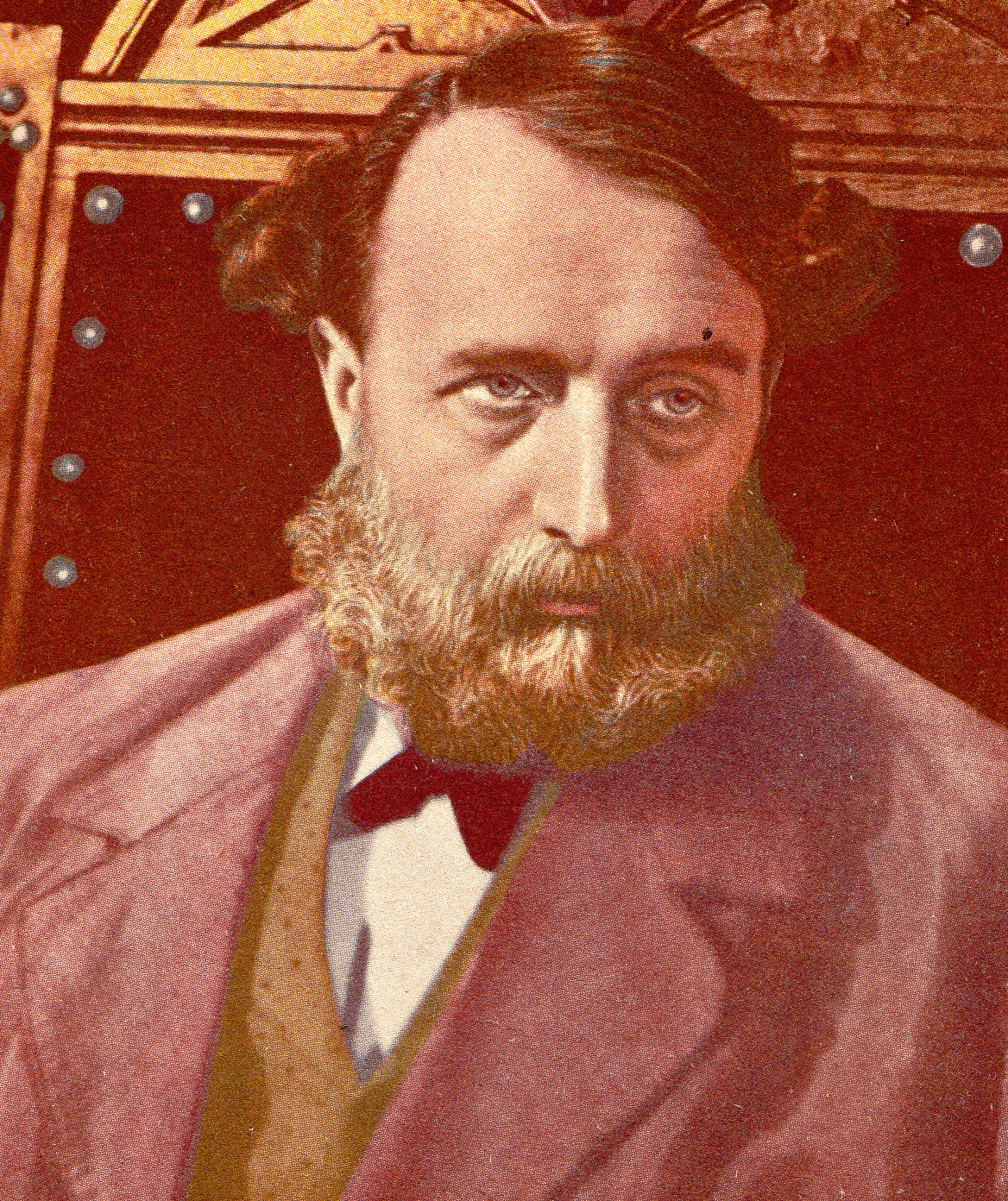
František Smolík v roli starosty Buzka (Městečko na dlani, 1942, rež. Václav Binovec)

František Smolík (23. ledna 1891 Královské Vinohrady – 26. ledna 1972 Praha) byl český herec, dlouholetý člen činohry Národního divadla v Praze.

## Život
František Smolík pocházel z rodiny se třemi dětmi, otec Ladislav (1865–1922) byl vyučený krejčí, spolu se svou manželkou Marií (1863–1899) však vedli malé hokynářství s mandlem. František Smolík chodil do měšťanky a později se vyučil elektrotechnikem. Od mládí miloval loutkové divadlo. S rodiči navštěvoval občas i pražská divadla (Pištěkovo divadlo, Arénu, Uranii i Národní divadlo). Krátce navštěvoval soukromou školu Karla Želenského (1908). Sám začínal hrát již před první světovou válkou v různých kočovných a venkovských hereckých společnostech (Faltysova div. společnost, div. soubor Fr. Franzla-Lešanského, spol. J. E. Sedláčka, spol. Bedřicha Jeřábka, Zöllnerova společnost), kde žil dosti nuzným způsobem života. Od roku 1914 působil na scéně smíchovského Intimního (Švandova) divadla a smíchovské Arény. Po první světové válce, kdy bojoval v řadách rakouské armády v Rusku a v Itálii, hrál opět ve Švandově divadle, v pražské Uranii a v sezóně 1921/1922 v divadelním souboru Revoluční scéna E. A. Longena, působícím v Adrii na Václavském náměstí.
V roce 1921 jej angažoval nově jmenovaný umělecký šéf Jaroslav Kvapil do činohry Městského divadla na Královských Vinohradech, kde působil až do roku 1934, odkud pak přešel hrát na naši první scénu do Národního divadla, kde působil až do roku 1965. K jeho největším úspěchům na této scéně patřilo účinkování v Čapkově Bílé nemoci koncem 30. let. V roli dr. Galéna se znovu představil v roce 1957. Další výraznou postavou byl Argan v Molièrově hře Zdravý nemocný v roce 1960. 
František Smolík byl známý i oblíbený především pro svoji neobyčejnou skromnost, charakter, slušnost, noblesu, ohleduplnost, laskavost, zdvořilost i kavalírství. Tyto své pozitivní osobní vlastnosti velice často přenášel i do svých četných divadelních a filmových postav, kdy často hrál jemné, kultivované, oduševnělé a charakterní postavy. František Smolík se objevil už v němých filmech, ale zcela zásadní je jeho účinkování ve filmu zvukovém. Ve třicátých letech a za druhé světové války ztvárnil hlavní nebo jedny z hlavních rolí například ve filmech Karel Havlíček Borovský (1931), Batalion (1937), Škola základ života (1938) nebo Městečko na dlani (1942). Filmování se věnoval i po válce. Snad vůbec nejznámější se stala postava středoškolského profesora Málka z filmu Vyšší princip (1960).
František Smolík byl v divadelním angažmá padesát dva let. Na divadelních scénách vytvořil přes 600 postav, mnohé z nich opakovaně.
Od roku 1924 spolupracoval také s rozhlasem (např. role Galéna v Čapkově Bílé nemoci).
Jeho manželka Milada Smolíková, roz. Ortová, se kterou se oženil v roce 1920, byla také herečka, působila v činohře Vinohradského divadla v letech 1928–1934 a v Národním divadle od roku 1934 do roku 1960. Svého manžela přežila jen o několik měsíců.

## Ocenění
- 1931, 1937, 1951 Státní cena
- 1953 byl jmenován národním umělcem
- 1958 Řád práce
- 1961 Řád republiky

## Filmografie, výběr
- Román hloupého Honzy – 1926 (přednosta stanice)
- Karel Havlíček Borovský – 1931 (Karel Havlíček Borovský)
- Před maturitou – 1932 (profesor Donát)
- Batalion – 1937 (dr. Uher)
- Cech panen kutnohorských – 1938 (Tříska)
- Škola základ života – 1938 (profesor přírodopisu Gábrlík)
- Jiný vzduch – 1939 (František Elis)
- Humoreska 1939
- Studujeme za školou – 1939 (profesor Vlk)
- Paličova dcera – 1941 (Kolínský)
- Tetička – 1941
- Městečko na dlani – 1942 (Buzek)
- Počestné paní pardubické – 1944 (kat Jiří)
- Prstýnek – 1945 (kníže Andres)
- Krakatit – 1948 (dr. Tomeš)
- Jan Hus – 1954 (papežský legát)
- Obušku, z pytle ven! – 1955 (stařeček)
- Vina Vladimíra Olmera – 1956 (dr. Olmer)
- Hrátky s čertem – 1956 (poustevník Školastykus)
- Mezi nebem a zemí – 1958 (hodinář – Bůh otec)
- Dnes naposled – 1958 (Taupe)
- Princezna se zlatou hvězdou – 1959 (král Hostivít)
- Vyšší princip – 1960 (profesor Málek)
- Ikarie XB 1 – 1963 (vědec Antony Hopkins)
- Na Žižkově válečném voze – 1967 (felčar)

## Vzpomínky osobností české kultury na Františka Smolíka
„Smolíček-pacholíček byl laskavost a něha sama. Na rozdíl od Saši Rašilova vnitřně vyrovnaný, klidný, rozvážný. Snad proto hrával od mládí role starší, než jaké odpovídaly jeho věku…Františka Smolíka poslali – předčasně a zbytečně – do penze. Náplast vysokého titulu bolest neutišila. Pravda, na rozdíl od jiných, kterým se přihodilo něco podobného, Smolík ještě pár let dohrával pohostinsky. Ale kdo to nezažil, když dojde z ředitelství dopis s uctivým poděkováním a zároveň se sdělením, že vás odepisují, těžko onen pocit marnosti a bezmoci pochopí.“
Vlasta Fabianová
„František Smolík mne velmi zajímal jako člověk. Byl klidný, laskavý, s nesmírným citem pro spravedlnost. Když cítil křivdu, nikdo ho nepoznával, jak rázně uměl obhájit sebe i druhé. Měl moc rád děti a přímo toužil po jejich blízkosti, vyhledával jejich společnost…Zkrátka: děti mu v životě chyběly. Proto – jak mi říkal – se tak beze zbytku oddal divadlu.“
František Kovářík
„Početnou galérii šťavnatých veseloherních postav, kterou vytvořil v závěru svého vinohradského angažmá, zahajoval starý pražský drožkář Pištora v Langrově veselohře „Obrácení Ferdyše Pištory“. Pro inscenaci, uvedenou v únoru 1929 Janem Borem, někdejším prvním režisérem komedie Velbloud uchem jehly, připravil si výtečnou figuru. Vytvořil výkon, který budou dějepisci divadla vždy počítat mezi jeho nejvýznačnější.“
František Černý (divadelní historik)